# Regiezitting
Een regiezitting in de Nederlandse rechtsgang is een zitting van een rechtbank of gerechtshof ter voorbereiding van de inhoudelijke behandeling van een rechtszaak. Regiezittingen worden gehouden bij gecompliceerde zaken. Aan zo'n regiezitting nemen de procespartijen deel. Bij een strafzaak zijn dat de officier van justitie en de verdediging. De onderwerpen die tijdens de zitting aan de orde komen betreffen de stand van het onderzoek, en met name de vraag of aanvullend onderzoek zoals het horen van getuigen gewenst is voordat de inhoudelijke behandeling van de zaak begint. De rechtbank neemt aan de hand hiervan beslissingen over de verdere procedure in de procesgang.